# Carex hoozanensis
Carex hoozanensis är en halvgräsart som beskrevs av Bunzo Hayata. Carex hoozanensis ingår i släktet starrar, och familjen halvgräs. Inga underarter finns listade i Catalogue of Life.